# Łomianki (gmina)
Pour les articles homonymes, voir Łomianki.
Łomianki est une gmina mixte du powiat de Varsovie-ouest, Mazovie, dans le centre-est de la Pologne.
Son siège administratif (chef-lieu) est la ville de Łomianki, qui se situe environ 15 km au nord-est d'Ożarów Mazowiecki (siège de la powiat) et 16 km au nord-ouest de Varsovie(capitale de la Pologne).
La gmina couvre une superficie de 38,06 km2 pour une population de 23 155 habitants en 2006.

## Géographie
Outre la ville de Łomianki, la gmina inclut les villages et localités de:

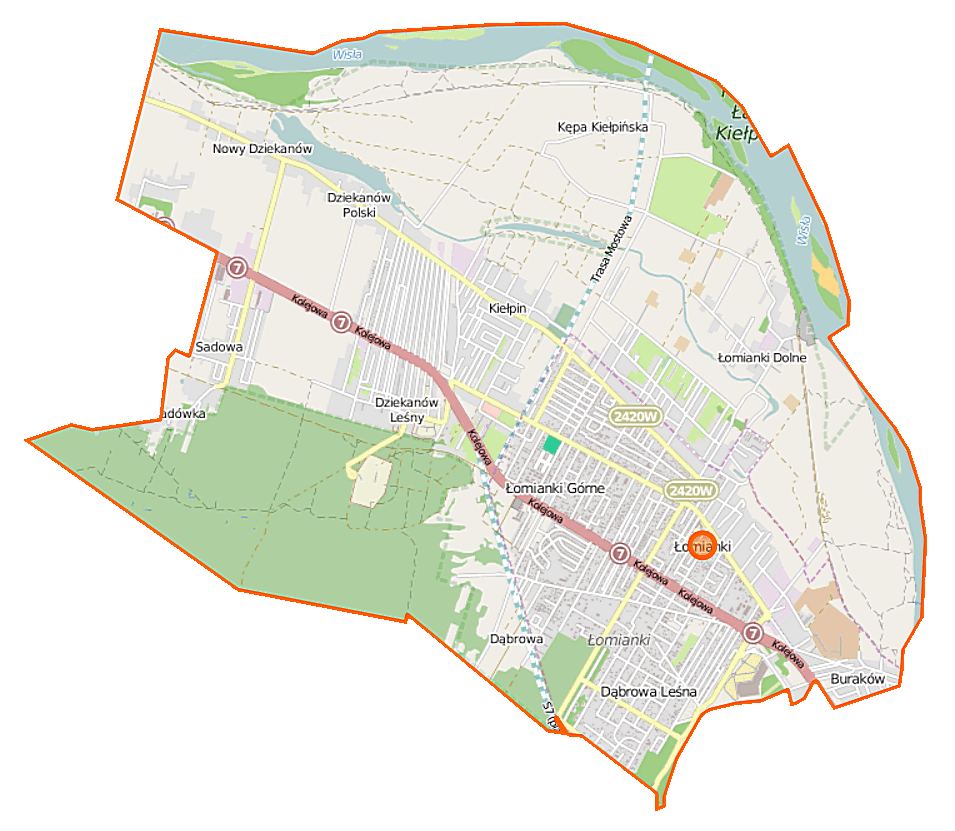
Plan de la gmina

- Dziekanów Bajkowy
- Dziekanów Leśny
- Dziekanów Nowy
- Dziekanów Polski
- Kępa Kiełpińska
- Kiełpin
- Łomianki Chopina
- Łomianki Dolne
- Sadowa

### Gminy voisines
La gmina de Łomianki est voisine de:

la ville de:
- Varsovie

et les gminy de:
- Czosnów
- Izabelin
- Jabłonna.

## Structure du terrain
D'après les données de 2002, la superficie de la commune de Łomianki est de 38,06 km2, répartis comme telle :
- terres agricoles : 51 %
- forêts : 16 %

La commune représente 7,14 % de la superficie du powiat.

## Démographie
Données du 31 décembre 2008 :
| Description        | Total  | Total  | Femmes | Femmes | Hommes | Hommes |
| ------------------ | ------ | ------ | ------ | ------ | ------ | ------ |
| Unité              | Nombre | %      | Nombre | %      | Nombre | %      |
| Population         | 23 155 | 100    | 11 239 | 48,5   | 11 916 | 51,5   |
| Densité (hab./km²) | 608,38 | 608,38 | 295,3  | 295,3  | 313,1  | 313,1  |